# Alexander Machado
Alexander Nicolás Machado Aycaguer (Montevideo, 27 maggio 2002) è un calciatore uruguaiano, attaccante del Peñarol.

## Caratteristiche tecniche
È un'ala sinistra.

## Carriera
Cresciuto nel settore giovanile del Cerro, ha esordito in prima squadra il 5 maggio 2019 disputando l'incontro di campionato perso 1-0 contro il Defensor Sporting.

## Statistiche

### Presenze e reti nei club
Statistiche aggiornate al 24 maggio 2025.
| Stagione                | Squadra                 | Campionato              | Campionato | Campionato | Coppe nazionali | Coppe nazionali | Coppe nazionali | Coppe continentali | Coppe continentali | Coppe continentali | Altre coppe | Altre coppe | Altre coppe | Totale | Totale |
| Stagione                | Squadra                 | Comp                    | Pres       | Reti       | Comp            | Pres            | Reti            | Comp               | Pres               | Reti               | Comp        | Pres        | Reti        | Pres   | Reti   |
| ----------------------- | ----------------------- | ----------------------- | ---------- | ---------- | --------------- | --------------- | --------------- | ------------------ | ------------------ | ------------------ | ----------- | ----------- | ----------- | ------ | ------ |
| 2019                    | Cerro                   | PD                      | 17         | 1          | -               | -               | -               | CS                 | 1                  | 0                  | -           | -           | -           | 18     | 1      |
| 2020                    | Cerro                   | PD                      | 13         | 0          | -               | -               | -               | -                  | -                  | -                  | -           | -           | -           | 13     | 0      |
| Totale Cerro            | Totale Cerro            | Totale Cerro            | 30         | 1          |                 | -               | -               |                    | 1                  | 0                  |             | -           | -           | 31     | 1      |
| 2021                    | Boston River            | PD                      | 16         | 0          | -               | -               | -               | -                  | -                  | -                  | -           | -           | -           | 16     | 0      |
| 2022                    | Boston River            | PD                      | 26         | 6          | CU              | 1               | 0               | -                  | -                  | -                  | -           | -           | -           | 27     | 6      |
| 2023                    | Boston River            | PD                      | 11         | 1          | CU              | 0               | 0               | CL                 | 1                  | 0                  | -           | -           | -           | 12     | 1      |
| Totale Boston River     | Totale Boston River     | Totale Boston River     | 53         | 7          |                 | 1               | 0               |                    | 1                  | 0                  |             | -           | -           | 55     | 7      |
| 2023                    | Miramar Misiones        | SD                      | 10         | 1          | CU              | 2               | 0               | -                  | -                  | -                  | -           | -           | -           | 12     | 1      |
| 2024                    | Miramar Misiones        | PD                      | 28         | 11         | CU              | 0               | 0               | -                  | -                  | -                  | -           | -           | -           | 28     | 11     |
| Totale Miramar Misiones | Totale Miramar Misiones | Totale Miramar Misiones | 38         | 12         |                 | 2               | 0               |                    | -                  | -                  |             | -           | -           | 40     | 12     |
| 2025                    | Peñarol                 | PD                      | 12         | 1          | CU              | 0               | 0               | CL                 | 3                  | 1                  | SU          | -           | -           | 15     | 2      |
| Totale carriera         | Totale carriera         | Totale carriera         | 133        | 21         |                 | 3               | 0               |                    | 5                  | 1                  |             | -           | -           | 141    | 22     |

### Cronologia presenze e reti in nazionale
| Cronologia completa delle presenze e delle reti in nazionale ― Uruguay | Cronologia completa delle presenze e delle reti in nazionale ― Uruguay | Cronologia completa delle presenze e delle reti in nazionale ― Uruguay | Cronologia completa delle presenze e delle reti in nazionale ― Uruguay | Cronologia completa delle presenze e delle reti in nazionale ― Uruguay | Cronologia completa delle presenze e delle reti in nazionale ― Uruguay | Cronologia completa delle presenze e delle reti in nazionale ― Uruguay | Cronologia completa delle presenze e delle reti in nazionale ― Uruguay |
| Data                                                                   | Città                                                                  | In casa                                                                | Risultato                                                              | Ospiti                                                                 | Competizione                                                           | Reti                                                                   | Note                                                                   |
| ---------------------------------------------------------------------- | ---------------------------------------------------------------------- | ---------------------------------------------------------------------- | ---------------------------------------------------------------------- | ---------------------------------------------------------------------- | ---------------------------------------------------------------------- | ---------------------------------------------------------------------- | ---------------------------------------------------------------------- |
| 1-9-2024                                                               | Fort Lauderdale                                                        | Uruguay                                                                | 1 – 1                                                                  | Guatemala                                                              | Amichevole                                                             | -                                                                      | 57’                                                                    |
| Totale                                                                 |                                                                        | Presenze                                                               | 1                                                                      |                                                                        | Reti                                                                   | 0                                                                      |                                                                        |

## Palmarès

### Competizioni nazionali
- Segunda División Profesional de Uruguay: 1

Miramar Misiones: 2023